# Vesicularia fonticola
Vesicularia fonticola är en bladmossart som beskrevs av Potier de la Varde 1934. Vesicularia fonticola ingår i släktet Vesicularia och familjen Hypnaceae. Inga underarter finns listade i Catalogue of Life.